# Thiongori
Thiongori est une commune rurale située dans le département de Coalla de la province de la Gnagna dans la région de l'Est au Burkina Faso.

## Géographie
Thiongori se trouve à 8 km au sud-est de Coalla sur la rive gauche de la Faga.

## Santé et éducation
Le centre de soins le plus proche de Thiongori est le centre de santé et de promotion sociale (CSPS) de Neiba.